# Eustochium

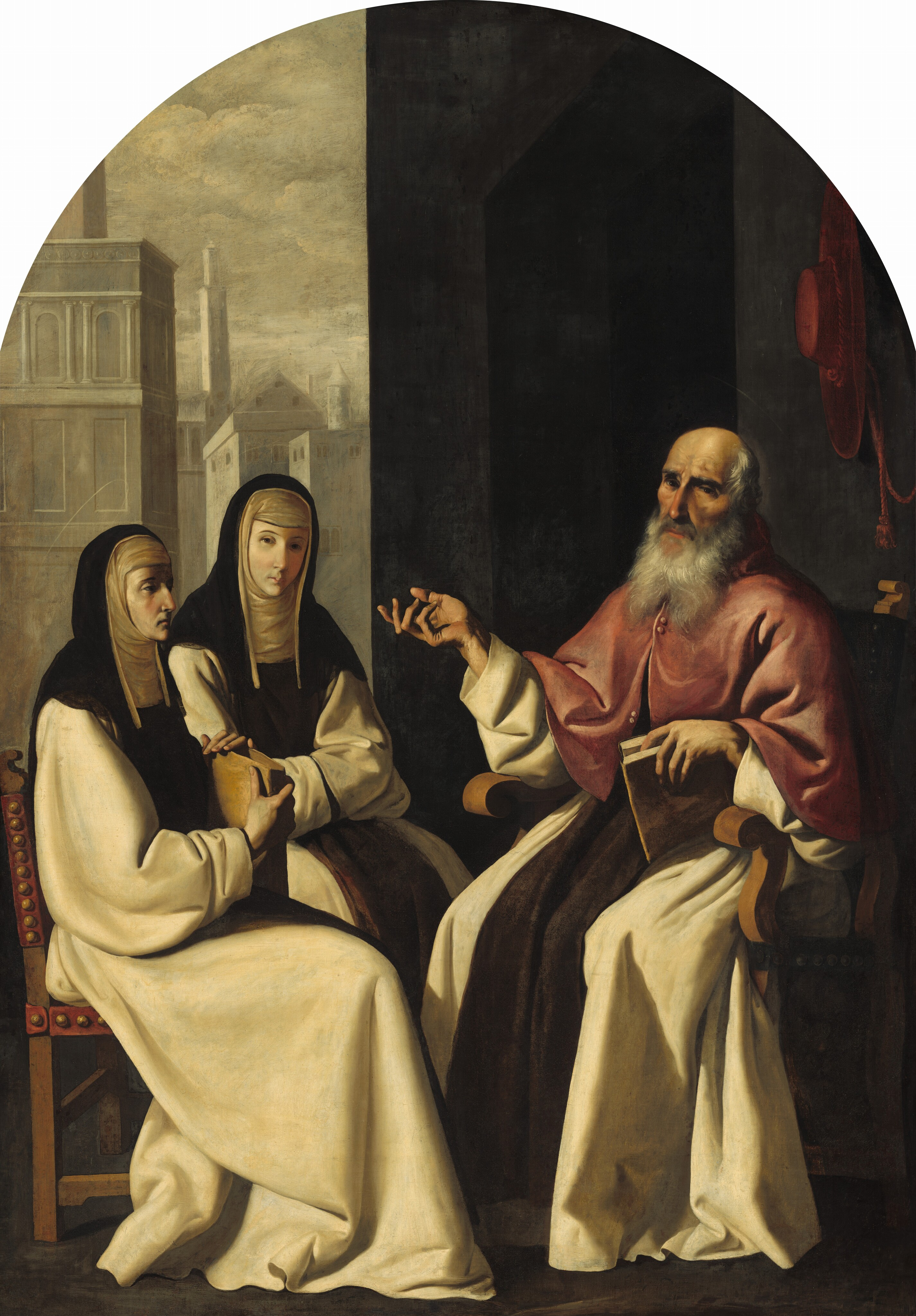
Eustochium bij haar moeder Paula en Hieronymus

De heilige Eustochium (Rome, ca. 368 –  Bethlehem, 28 september 420) was de dochter van de heilige Paula.
Zij behoorde in haar jeugd tot de Romeinse elite, en sloot zich aan bij een groep aanzienlijke dames die Hieronymus als hun geestelijke leidsman kozen. In 385 volgde zij deze naar het oosten, voor een pelgrimstocht door Egypte en het "Heilige Land" (Palestina). In 404 volgde Eustochium haar moeder op als abdis van drie in de nabijheid van Bethlehem gelegen vrouwenkloosters. Zij wordt als heilige vereerd en haar feestdag is op 28 september.
Hieronymus heeft verschillende van zijn Brieven alsook enkele andere geschriften tot haar gericht.